# کن ویتینگهام
کن ویتینگهام (انگلیسی: Ken Whittingham؛) کارگردان تلویزیونی اهل ایالات متحده آمریکا است. وی از سال ۱۹۸۷ میلادی تاکنون مشغول فعالیت بوده‌است.